# Epilessia del lobo temporale
L'epilessia del lobo temporale, o TLE (dall'inglese Temporal Lobe Epilepsy) è una condizione neurologica cronica, una forma di epilessia focale (o parziale) caratterizzata da crisi epilettiche diurne e/o notturne che possono essere silenti o tramutarsi in crisi generalizzate spesso accompagnate da convulsioni (crisi tonico-clonica).
Sono conosciuti più di 40 tipi di epilessia, classificate in parziali e generalizzate: le epilessie ad insorgenza parziale sono circa il 60% di tutti i casi di epilessia dell'adulto, e l'epilessia del lobo temporale è la forma più comune di epilessia refrattaria.
La TLE viene solitamente diagnosticata durante l'infanzia o l'adolescenza, attraverso l'anamnesi del paziente, esami del sangue e imaging cerebrale. Può avere diverse cause tra le quali trauma cranico, ictus, infezioni cerebrali, lesioni del cervello o tumori cerebrali, ma può anche essere di origine sconosciuta. Viene trattata con anticonvulsivanti o attraverso la chirurgia. Un'altra opzione è la stimolazione elettrica del cervello attraverso l'impianto di un dispositivo chiamato stimolatore del nervo vago.

## Tipologie
Le epilessie del lobo temporale sono un gruppo di malattie nelle quali si hanno attacchi epilettici, spesso ricorrenti, che derivano da uno o da entrambi i lobi temporali del cervello. Sono raggruppate in due classi, secondo la International League Against Epilepsy:
- Epilessia del lobo temporale mediale (MTLE, dall'inglese Medial Temporal Lobe Epilepsy): insorge nell'ippocampo, nel giro paraippocampale e nell'amigdala, localizzati nella faccia interna del lobo temporale.
- Epilessia del lobo temporale laterale (LTLE, Lateral Temporal Lobe Epilepsy): insorge nella neocorteccia, sulla superficie più esterna del lobo temporale del cervello, al di sotto della calotta cranica delimitata approssimativamente dall'osso temporale.[1]

A causa delle forti interconnessioni, le crisi che cominciano in una area temporale mediale o laterale spesso si diffondono fino a coinvolgere l'altra area e si propagano ad aree vicine dello stesso lato del cervello, fino anche (tramite il corpo calloso) al lobo temporale controlaterale. Le epilessie del lobo temporale possono diffondersi ai lobi parietali e occipitali o al lobo frontale.
L'epilessia del lobo temporale laterale autosomica dominante (ADLTLE) è una rara condizione ereditaria, spesso associata a mutazioni nel gene LGI1.

## Eziologia
La TLE può cominciare quando si verifica una lesione molto precoce all'ippocampo che causa morte neuronale.
È stato ipotizzato un nesso tra le convulsioni febbrili e la successiva epilessia del lobo temporale, ma il ruolo esatto resta poco chiaro.
Alcuni studi sull'ippocampo eseguiti con la risonanza magnetica in pazienti in stato epilettico tendono a dimostrare l'ipotesi che lunghi episodi convulsivi danneggiano il cervello.
Alcuni casi di MTLE si presentano senza la tipica sclerosi mesiale temporale o non dimostrano altre anomalie alla risonanza magnetica: questa condizione è stata denominata epilessia paradossa del lobo temporale mesiale. L'epilessia in questi pazienti tende a mostrarsi in età più avanzate, fatto che potrebbe suggerire che un evento in giovane età conduce al danno ippocampale che causa la MTLE.
Anche se questa teoria necessita di conferma, alcuni studi hanno indicato l'herpesvirus umano 6 (HHV-6) come possibile anello di congiunzione tra le convulsioni febbrili e lo sviluppo della MTLE. Alcuni studi suggeriscono che l'infezione da HHV-6 avvenga prima delle convulsioni febbrili. Comunque, soltanto una minoranza delle infezioni primarie da HHV-6 è associata alle convulsioni febbrili. Altri studi microbiologico-istologici hanno scoperto il DNA dell'HHV-6 nei tessuti cerebrali rimossi durante la chirurgia del MTLE.
Raramente, la MTLE può essere ereditaria, o secondaria a tumore del cervello, a meningite spinale, a encefalite, a lesioni alla testa o a malformazioni vascolari. La MTLE può verificasi in associazione con altre malformazioni del cervello. Più spesso, la causa non può essere determinata con certezza.

## Patogenesi
Alcune infezioni contratte da un infante possono causare febbre e, data l'immaturità del sistema di termoregolazione dei bambini, si possono avere drastici incrementi della temperatura corporea: in alcuni bambini la temperatura corporea elevata può causare convulsioni febbrili. Le convulsioni febbrili sono relativamente normali dal momento che avvengono nel 2-5% dei bambini al di sotto dei 5 anni. Tipicamente durano pochi minuti o anche pochi secondi, ma non sono convulsioni motorie gravi e non sono seguite da debolezza in un lato del corpo. In un piccolo numero di bebè, queste convulsioni possono durare per più di un'ora e comportano ripetuti eventi convulsivi ("convulsioni febbrili complesse").

## Clinica

### Segni e sintomi
I sintomi riferiti dal paziente, e i segni osservabili dall'esterno, durante le crisi che iniziano nel lobo temporale, dipendono dalle specifiche regioni del lobo temporale interessate dalle onde epilettiche, e dal tipo e frequenza di queste ultime.
La International Classification of Epileptic Seizures pubblicata nel 1981 riconosce tre tipi di crisi epilettiche nelle persone con TLE.
1. Crisi parziali semplici: coinvolgono piccole aree del lobo temporale, come l'amigdala oppure l'ippocampo. Il termine "semplice" vuole indicare che non vi sono alterazioni dello stato di coscienza. Nell'epilessia del lobo temporale le crisi parziali semplici solitamente danno soltanto "sensazioni" più o meno strane, che possono essere di tipo mnesico (come déjà vu, jamais vu o amnesia), uditive (come un suono oppure una musica), gustative oppure olfattive. Le sensazioni possono anche essere visive, oppure includere vaghi stati di nausea o di "movimento" degli organi interni. Anche il tono dell'umore può alterarsi, con sentimenti di disforia, euforia, paura, rabbia, e altre sensazioni. Spesso è difficile per le persone descrivere queste sensazioni, che possono essere classificate come aura da persone non esperte, che confondono la crisi parziale come segnale di allerta di una imminente convulsione; ma a tutti gli effetti queste sono vere crisi epilettiche non generalizzate. Le persone che sperimentano soltanto le crisi parziali semplici potrebbero non rendersi conto dell'esistenza della malattia né cercare assistenza medica per tali problemi. La forma a crisi parziali semplici può anche progredire verso altre forme di LTE.
2. Crisi parziali complesse: per definizione sono attacchi epilettici che alterano lo stato di coscienza. Queste abitualmente cominciano come una crisi semplice, ma in seguito le onde epilettiche si diffondono ad una porzione maggiore del lobo temporale, provocando alterazioni della vigilanza. I sintomi possono includere sguardo fisso, movimenti automatici delle mani o della bocca, alterazioni della capacità di comprensione, alterazioni del tono della voce, eloquio alterato, oppure comportamenti inusuali, senza uno scopo oppure non congrui alla situazione.
3. Crisi tonico-cloniche secondariamente generalizzate ("Grande male"): crisi epilettiche che iniziano nel lobo temporale ma si propagano all'intero cervello. Queste iniziano con una crisi parziale semplice o complessa, ma fa seguito l'irrigidimento degli arti e del tronco (fase tonica), in estensione oppure in flessione, spesso seguiti da una fase clonica, cioè con violenti movimenti ripetitivi degli arti.

Dopo queste crisi, si ha un periodo di recupero nel quale la funzione neurologica rimane alterata: questo viene definito stato post-ictale. Il grado e la durata di questa disabilità è direttamente correlato alla severità del tipo di crisi. Le crisi semplici spesso durano meno di 60 secondi, quelle complesse meno di 2 minuti, e quelle tonico-cloniche generalizzate abitualmente durano meno di 3 minuti; lo stato post-ictale negli ultimi due casi spesso dura molto più a lungo della crisi stessa ed inoltre, dal momento che una delle principali funzioni del lobo temporale è la memoria a breve termine, esse possono anche causare amnesia della crisi.

## Trattamento
Esistono molti medicamenti classificati come farmaci antiepilettici. In passato venivano chiamati anticonvulsivi, anche se le convulsioni sono un sintomo dell'epilessia condiviso anche da altre affezioni come ad esempio la crisi di astinenza, l'encefalite, la febbre, la tetania, i traumi della colonna vertebrale, l'uremia.
Nella TLE, gli anti-epilettici più conosciuti sono la fenitoina, la carbamazepina, il primidone, l'acido valproico e il fenobarbitale.
Esistono nuovi farmaci come il gabapentin, il topiramato, il levetiracetam, la lamotrigina, il pregabalin, la tiagabina, la lacosamide, e la zonisamide che promettono un'efficacia simile, possibilmente con meno effetti collaterali.

## Influenza nelle arti e nella società
Esistono leggi nazionali e locali negli Stati Uniti e in Europa che riguardano la guida di autoveicoli, aerei e navi da parte di pazienti con epilessia. Molti dipartimenti della motorizzazione civile, affini e simili non consentono la guida di veicoli a persone affette da CPS o GTCS a meno che siano stati liberi da attacchi epilettici per uno specifico periodo di tempo. Le situazioni e leggi relative sono piuttosto complesse e variegate; le persone affette da questa patologia devono controllarsi con l'apposita autorità licenziataria. In alcune località, i presidi di assistenza medica sia pubblica che privata devono comunicare per legge i nomi dei pazienti con epilessia (e altre condizioni mediche che possono causare episodi di alterazione della coscienza) al loro dipartimento locale della motorizzazione civile.

### L'epilessia del lobo temporale nell'arte
Come Eve LaPlante propone nel suo libro Seized (traducibile come "catturato"), le emozioni intense, alcune esperienze sensoriali che includono la vibrazione dei colori e certi stati mentali provocati dalle anomalie del lobo temporale possono aver contribuito alla creazione di opere d'arte molto significative. Si conoscono parecchi scrittori e artisti dei quali si sospetta l'epilessia del lobo temporale, aggravata in alcuni casi dall'alcoolismo. Tra questi Vincent van Gogh, Charles Dodgson (a.k.a. Lewis Carroll), Edgar Allan Poe, Fëdor Dostoevskij (nel suo romanzo L'idiota descrive il protagonista Principe Myškin come un epilettico), Gustave Flaubert, Philip K. Dick, Sylvia Plath. Peter O'Leary ha ventilato questo possibilità in rapporto al lavoro del poeta Philip Jenks nel suo libro "Gnostic Contagion: Robert Duncan and the Poetry of Illness".

### La "neuroteologia" e le esperienze paranormali
Il primo ricercatore che catalogò le esperienze anormali associate con la TLE è stato il neurologo Norman Geschwind, che notò una costellazione di sintomi, che includevano grafomania, misticismo, sincopi, e un atteggiamento ossessivo-compulsivo, che attualmente viene descritto nel suo complesso come la sindrome di Geschwind.
Vilayanur S. Ramachandran studiò le basi neurali della iper-religiosità osservabile nella TLE usando la risposta galvanica cutanea (che correla con il risveglio emozionale) ipotizzando che la iperreligiosità vista nella TLE fosse dovuta a uno stato emozionale complessivamente esaltato oppure era specifico agli stimoli connessi alla religione (Ramachandran e Blakeslee, 1998). Mostrando ai pazienti parole con contenuto neutro, sensuale e religioso, mentre misurava la risposta galvanica, Ramachandran riuscì a mostrare che i pazienti con TLE mostravano un incremento delle risposte emozionali alle parole con contenuto spirituale o religioso, una minore risposta alle parole con contenuto sessuale, e risposte normali alle parole neutre. Questi risultati suggeriscono che il lobo mediale temporale è specificamente coinvolto nel generare alcune delle reazioni emozionali associate a parole, immagini e simboli religiosi.
Il ricercatore in neuroscienze cognitive Michael Persinger afferma che la stimolazione del lobo temporale con la stimolazione magnetica transcranica può far scatenare forme minori di epilessia temporale, con allucinazioni. I pazienti spesso riferiscono di avere esperienze paranormali come l'avvistamento di fantasmi e UFO. Persinger ha creato quello che denomina l'"elmetto di Dio" che sostiene possa evocare stati alterati di coscienza tramite la stimolazione sia del lobo parietale che di quello temporale. È stato proposto il neologismo "neuroteologia" riguardo all'ipotesi che individui con epilessia del lobo temporale, che hanno una tendenza naturale ad entrare in stati di coscienza come l'euforia oppure il samādhi, abbiano assunto il ruolo di figure religiose oppure di sciamani nel corso della storia umana.
Ne 2012 un articolo del Journal of Neuropsychiatry and Clinical Neurosciences suggeriva che non era probabile la spiegazione di epilessia del lobo temporale per le esperienze di rivelazione fatte da figure religiose prominenti come Abramo, Mosè, Gesù e San Paolo, a causa della loro complessa interazione con eventuali visioni, perché il dato del comportamento stereotipato non è presente, sono assenti i periodi di amnesia, vi è assenza di automatismi o di eventi motori generalizzati correlati alle loro esperienze. Se proprio deve essere fatta la diagnosi di una condizione psichiatrica lo spettro dei loro sintomi correlerebbe più plausibilmente con la psicosi come possibile spiegazione di alcuni tratti del loro vissuto.

## Epilessia del lobo temporale e ormoni
Gli ormoni possono influenzare il momento e la frequenza dell'attività epilettica. Si considera che gli estrogeni siano pro-epilettici e che il progesterone sia anti-epilettico. Questi effetti di controbilanciamento possono essere la spiegazione dell'"epilessia catameniale", ossia attacchi epilettici che precedono la mestruazione o nei giorni dell'ovulazione. Il genere può influenzare le patologie della neocorteccia nei pazienti con epilessia del lobo temporale refrattaria alla terapia farmacologica.

## Epilessia del lobo temporale: influenza sulla personalità e depressione

### Personalità
I sintomi dell'epilessia del lobo temporale sulla personalità sono stati descritti già nell'ottocento. Psicologi importanti come Sigmund Freud affermavano: "Sappiamo che l'epilessia produce grandi cambiamenti nella personalità", riferendosi come esempio a Fëdor Dostoevskij.
I cambiamenti della personalità nell'epilessia temporale diventano cronici quando persistono per un minimo di 3 mesi.
Nel 1974 Norman Geschwind realizzò un'esaustiva classificazione delle varie alterazioni emotive e comportamentali in seguito a lesioni irritative che comportano epilessia del lobo temporale (emozionalità interittale) che include un aumento nell'interesse religioso, iposessualità, ipergrafia, aggressività aumentata, aumento dell'attitudine morale e filosofica, viscosità verbale, serietà, associandoli a quadri elettroencefalografici ictali e interictali e collegandoli a specifiche aree del lobo temporale.
Nell'esatto opposto (asportazione totale dei lobi temporali bilateralmente) si ha un cambiamento opposto nella personalità, nei gusti, nel comportamento, una certa amoralità, che sono stati descritti da Heinrich Klüver e Karl Bucy come un insieme di sintomi, che includono ipersessualità, bulimia, assenza di paura, diminuzione dell'aggressività, disordini della memoria e difficoltà a riconoscere oggetti e persone.

### Depressione
Gli individui con epilessia del lobo temporale hanno una prevalenza più alta della depressione rispetto alla popolazione generale. L'impatto psicosociale dell'epilessia è il legame fondamentale tra neurobiologia della TLE e depressione.